# CKBB - OLDIES BUT GOODIES
『CKBB - OLDIES BUT GOODIES』（シー・ケイ・ビー・ビー - オールディーズ バット グッディーズ）は2004年3月3日に発売されたクレイジーケンバンド初のベスト・アルバム。
発売元は初回限定盤がSubstance Records Corp.。通常盤がAlmond Eyes。

## 概要
1988年6月発売デビュー・アルバム『Punch! Punch! Punch!』から2003年の5thアルバム『777』まで5年間のクレイジーケンバンドの歴史を1枚に凝縮した初のベスト・アルバム｡楽曲ごとの解説書収載。初回限定盤のみボーナスCD付の2枚組。通常盤はデジパック仕様。

## 収録曲
1. OLDIES BUT GOODIES
2. CKBB
3. 透明高速
4. 発光! 深夜族
5. 昼下がり
6. 長者町ブルース
7. ある晴れた悲しい朝
8. OH! LANGFANG
9. 香港グランプリ
10. ABCからZまで
11. あ、やるときゃやらなきゃダメなのよ。
12. Let'Go CKBB
13. タイガー&ドラゴン
14. せぷてんばぁ
15. ハンサムなプレイボーイ
16. インターナショナル・プレイガール
17. スポルトマティック
18. 葉山ツイスト
19. GT
20. 実演!夜のヴィブラート
21. まっぴらロック

### 初回限定盤 BONUS CD
1. CKBB - D2
2. 空っぽの街角
3. ブラジルの神
4. いいね!横浜G30
5. かわいいかわいいかわいいベイビー
6. プチッ! チュウ! カフェフレッソ（type 1）
7. プチッ! チュウ! カフェフレッソ（type 2）
8. プチッ! チュウ! カフェフレッソ（type 3）
9. プチッ! チュウ! カフェフレッソ（type 4）
10. （エンハンスド）OLDIES BUT GOODIES MV

## 演奏
- 横山剣：Vocal, Chorus, Voices, Keyboards, Percussions
- 廣石惠一：Drums, Percussions, Samples, Voices
- 小野瀬雅生：Guitars, Keyboards, Programming, Vibraphone, Chorus, Voices
- 洞口信也：Bass Guitars, Chorus, Voices
- 中西圭一：Alto Sax, Soprano Sax, Flute, Chorus, Voices
- 新宮虎児：Guitars, Chorus, Voices
- 高橋利光：Keyboards, Programming
- 河合わかば：Trombone, Alto Sax
- 澤野博敬：Trumpet, Flugel Horn
- 菅原愛子、スモーキー・テツニ：Vocal, Chorus, Voices